# Marché Saint-Pierre
Quartier du marché Saint-Pierre je soubor ulic nacházející se na jihu 18. pařížského obvodu na úpatí kopce Montmartre. Ve čtvrti jsou soustředěny obchody s potahovými a dekoračními látkami. Již více než století zde existují obchodní domy jako Dreyfus, Reine et Moline a velké množství menších obchodů často se specializovaných na jeden druh zboží. Obchody jsou soustředěny v ulicích Rue d'Orsel, Rue Charles Nodier, Rue Livingstone, Rue Seveste, Rue Pierre Picard a na Place Saint-Pierre.